# 1. Armee
1:a Armén (ty. 1. Armee) var en tysk armé under andra världskriget.
1:a armén bildades 26 augusti 1939. Efter att ha deltagit i invasionen av Frankrike 1940 blev förbandet kvar där som ockupationsstyrka med uppgift att skydda atlantkusten från Loire-flodens utlopp i norr till den spanska gränsen i söder. Armén bidrog med styrkor i Operation Anton – ockupationen av Vichy-Frankrike i november 1942.
Efter att i augusti-september 1944 retirerat genom Frankrike stred armén en utdragen försvarsstrid i Lorraine. Den deltog december 1944 – januari 1945 i den misslyckade Operation Nordwind i Alsace varefter man retirerade till östra sidan av Rhen och efter att ha pressats tillbaka in i Bayern kapitulerade armén 6 maj 1945 till amerikanska styrkor nära München.

## Frankrike

### Organisation
Arméns organisation den 10 maj 1941:
- XXIV. Armeekorps
- XII. Armeekorps
- XXX. Armeekorps
- 95. Infanterie-Division
- 257. Infanterie-Division

## Nordwind

### Organisation
Arméns organisation den 31 december 1944:
- XIII. SS-Armeekorps
- LXXXII. Armeekorps
- LXXXX. Armeekorps
- Gruppe Höhne 
  - 36. Volksgrenadier-Division
  - 559. Volksgrenadier-Division
  - 17. SS-Panzergrenadier-Division Götz von Berlichingen
  - 25. Panzergrenadier-Division
  - 21. Panzer-Division
  - Division Nr. 526

## Befälhavare
- Generalfeldmarschall Erwin von Witzleben 	(26 aug 1939 - 25 okt 1940)
- Generaloberst Johannes Blaskowitz 	(25 okt 1940 - 10 maj 1944)
- General der Panzertruppe Joachim Lemelsen 	(10 maj 1944 - 2 juni 1944)
- General der Infanterie Kurt von der Chevallerie 	(2 juni 1944 - 5 sep 1944)
- General der Panzertruppe Otto von Knobelsdorff 	(5 sep 1944 - 30 nov 1944)
- General der Infanterie Hans von Obstfelder 	(30 nov 1944 - 28 feb 1945)
- General der Infanterie Hermann Foertsch 	(28 feb 1945 - 6 maj 1945) 	(POW)
- General der Kavallerie Rudolf Koch-Erpach 	(6 maj 1945 - 8 maj 1945)